# Andy Blythe & Marten Joustra
Andy Blythe e Marten Joustra sono un duo di compositori musicali conosciuto anche come Blythe Joustra. 
Blythe compose musica per i giochi della Psygnosis / Traveller's Tales e lavorò assieme a Joustra su tutti i progetti; successivamente apriranno gli Swallow Studios. La loro specialità è il genere jazz, sebbene vertano in tutti i generi.
Oltre alla musica da videogioco, scrissero musiche e canzoni per lo spettacolo televisivo britannico Dick and Dom in da Bungalow, trasmesso dal 2002 sino al 2006. Un disco musicale contenente i brani venne poi distribuito sul mercato.
Il brano Good Evening and Welcome apparve nella serie televisiva svedese Ursäkta Röran, Vi Bygger om della Filip Hammar e Fredrik Wikingsson.
Composero le colonne sonore di Puggsy, Toy Story, Haven: Call of the King, Crash Bandicoot: L'ira di Cortex e Alla ricerca di Nemo, Mickey Mania (quest'ultima assieme a Matt Furniss e Michael Giacchino).